# ماوريسيو أنتونيو
ماوريسيو أنتونيو (بالبرتغالية: Maurício Antônio‏) (6 فبراير 1992 في ساو باولو في البرازيل – )؛ هو لاعب كرة قدم يلعب كمدافع لعب سابقاً في نادي الباطن.

## وصلات خارجية
- ماوريسيو أنتونيو على موقع الاتحاد الدولي (مؤرشف)  (الإنجليزية)
- ماوريسيو أنتونيو على موقع رابطة كرة القدم اليابانية للمحترفين (اليابانية)
- ماوريسيو أنتونيو على موقع قاعدة بيانات كرة القدم.إي يو (الإنجليزية)
- ماوريسيو أنتونيو على موقع Soccerway.com (الإنجليزية)
- ماوريسيو أنتونيو على موقع عالم كرة القدم.نت (الإنجليزية)
- ماوريسيو أنتونيو على موقع AS.com (الإسبانية)